# Thomas Jülch
Thomas Jülch (* 1975) ist ein deutscher Historiker und Sinologe.

## Leben und Wirken
Jülch studierte ab 1996 Geschichte und Englisch an der Johann Wolfgang Goethe-Universität Frankfurt am Main und erwarb 2000 an der University of Hull den Master of Arts in Geschichte. Anschließend studierte er bis 2005 Sinologie an der Ruprecht-Karls-Universität Heidelberg und erwarb 2011 an der Ludwig-Maximilians-Universität München durch grundständige Promotion den Doktorgrad im Fach Sinologie. Von 2013 bis 2019 war er postdoktoraler wissenschaftlicher Mitarbeiter an der Universität Gent (Belgien). Seitdem ist er als freier wissenschaftlicher Autor tätig.
Jülch beschäftigt sich vor allem mit der apologetischen und historiographischen Literatur des Buddhismus im chinesischen Mittelalter und publiziert hierzu wissenschaftliche Übersetzungen. Jülch übersetzte in drei Bänden den annalistischen Hauptteil des Fozu tongji (Umfassende Geschichte der buddhistischen Patriarchen), eines Werkes des chinesisch-buddhistischen Geschichtsschreibers Zhipan (ca. 1220–1275).
Mit der apologetischen Literatur der Tang-Zeit  beschäftigte sich Jülch in weiteren Übersetzungen. So übersetzte er mit dem Zhenzheng lun (Abhandlung zur Enthüllung des Korrekten) des im 7. Jahrhundert n. Chr. lebenden Mönchs Xuanyi, ein wichtiges Werk, das den Buddhismus gegen den Daoismus verteidigt. Ferner legte Jülch eine großangelegte, dreibändige Studie vor, die sich mit den apologetischen Schriften des Mönchs Falin beschäftigt, die den Buddhismus gegen Daoismus und Konfuzianismus verteidigen.
Jülch beschäftigte sich auch mit dem Daoismus der Tang-Zeit und veröffentlichte eine Monographie, die drei klassische Quellen bezüglich des daoistischen Shangqing-Patriarchen Sima Chengzhen (647–735) in Hinblick auf den Bezug Sima Chengzhens zu den Tiantai-Bergen auswertet. Geprägt durch die buddhistische Tiantai-Schule waren die Tiiantai-Berge im chinesischen Mittelalter in erster Linie ein Ort buddhistischer Religiosität, wobei die auf Sima Chengzhen zurückgehende daoistische Traditionsbildung in verschiedenerlei Hinsicht mit der buddhistischen Tradition der Gebirgskette verbunden war.
Jülch ist außerdem Herausgeber von zwei Sammelbänden. Der eine Band umfasst sieben chronologisch geordnete Beiträge zu Themen im Bereich der Beziehungen zwischen dem Staat und dem buddhistischen Orden in der chinesischen Geschichte. Der andere Band umfasst acht Beiträge zu Themen im Bereich der buddhistischen bzw. daoistischen Tradition heiliger Berge in China.

## Publikationen
- Der Orden des Sima Chengzhen und des Wang Ziqiao. Utz, München 2011, ISBN 978-3-8316-4083-6.[2][3][4][5]
- Die apologetischen Schriften des buddhistischen Tang-Mönchs Falin. Utz, München 2011, ISBN 978-3-8316-4026-3 (zugleich Dissertation).[6][7][8][9][10]
  - Bodhisattva der Apologetik. Die Mission des buddhistischen Tang-Mönchs Falin. Drei Bände. Utz, München 2013, ISBN 978-3-8316-4237-3 (überarbeitete und stark erweiterte Neufassung).[11][12][13]
- (Hrsg.): The Middle Kingdom and the Dharma Wheel. Aspects of the Relationship Between the Buddhist Saṃgha and the State in Chinese history (= Sinica Leidensia. Band 133). Brill, Leiden/Boston 2016, ISBN 978-90-04-30965-4.[14][15]
- The Zhenzheng lun by Xuanyi. A Buddhist Apologetic Scripture of Tang China. Routledge, Boca Raton 2018; Institut Monumenta Serica, Sankt Augustin 2019, ISBN 978-0-367-18285-4.[16][17][18][19][20][21]
- (Hrsg.): Buddhism and Daoism on the Holy Mountains of China (= Mélanges chinois et bouddhiques. Band 34). Peeters, Löwen [u. a.] 2022, ISBN 978-90-429-4415-2.
- Zhipan’s Account of the History of Buddhism in China. Drei Bände. Brill, Leiden/Boston 2019–2023 (mit einem Vorwort von Chen Jinhua).
  - Band 1: Fozu tongji, juan 34–38. From the Times of the Buddha to the Nanbeichao Era. 2019, ISBN 978-90-04-39620-3.[22][23][24]
  - Band 2: Fozu tongji, juan 39–42. From the Sui Dynasty to the Wudai Era. 2021, ISBN 978-90-04-44591-8.
  - Band 3: Fozu tongji, juan 43–48. The Song Dynasty. 2023, ISBN 978-90-04-68013-5.[25]